# Melkbrug
De Melkbrug is een ongelijkarmige draaibrug over het Binnenspaarne in Haarlem. De brug heette in de middeleeuwen ook wel de Visbrug, vanwege de aanwezigheid van de Vishal, die in 1603 verhuisde naar de Grote Markt.
De meest recente brug stamt uit 1887 en is ontworpen door stadsarchitect Jacques Leijh. De brug verbindt de Hoogstraat met de Korte Veerstraat. Er zijn stijlelementen aanwezig uit de neorenaissance. De bovenbouw van de Melkbrug werd uitgevoerd door de Maatschappij IJzergieterij Prins van Oranje uit Den Haag en de onderbouw door G.P.J. Beccari uit Haarlem. Sinds 1971 is de brug elektrisch. De brug onderging in 2010 een restauratie. In 2015 werd het brugwachtershuisje aangepakt. Er kwam een nieuw huisje naar ontwerp van Marjolein van Eig en kreeg de naam "Melkhuisje".

## Foto's

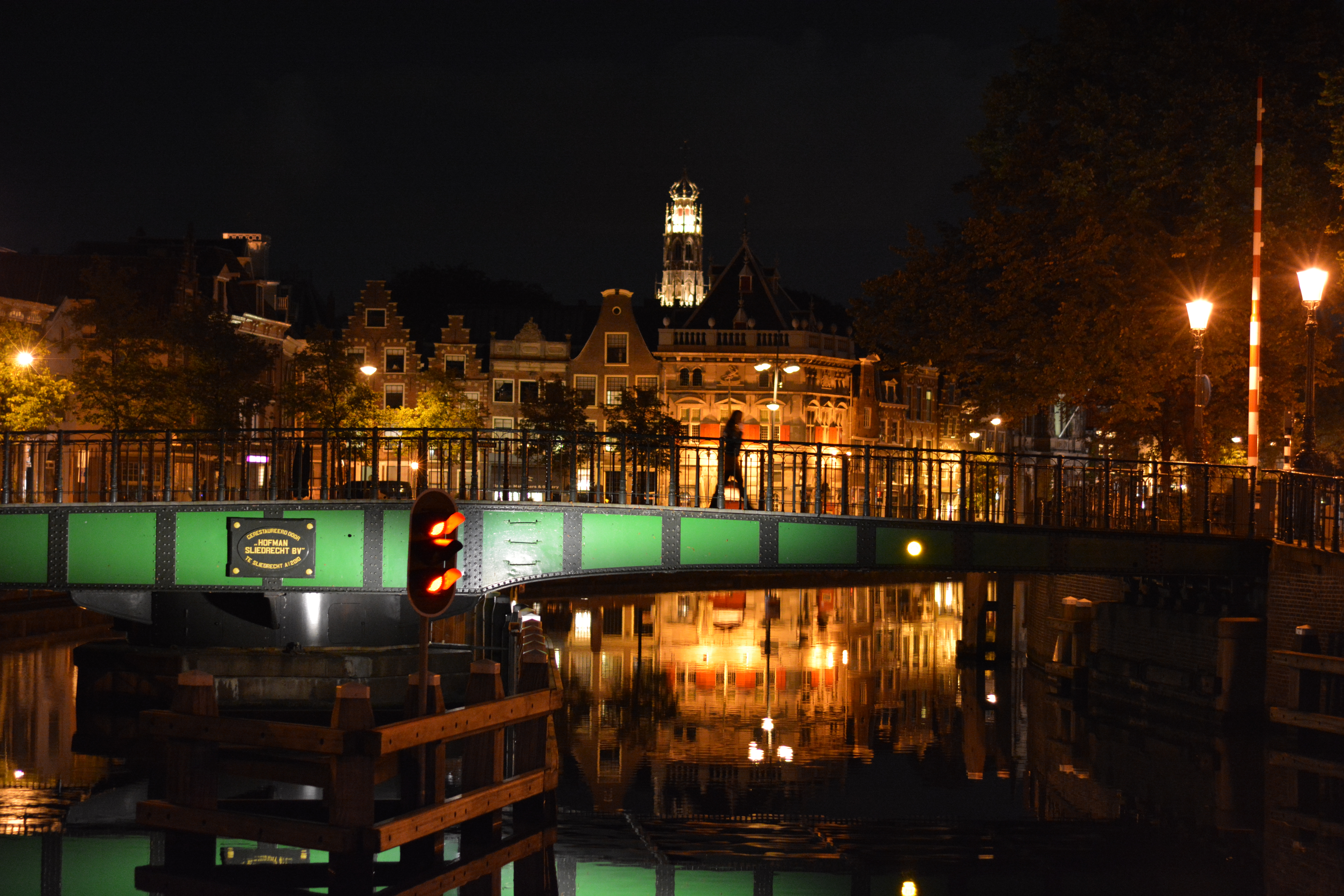
's Nachts
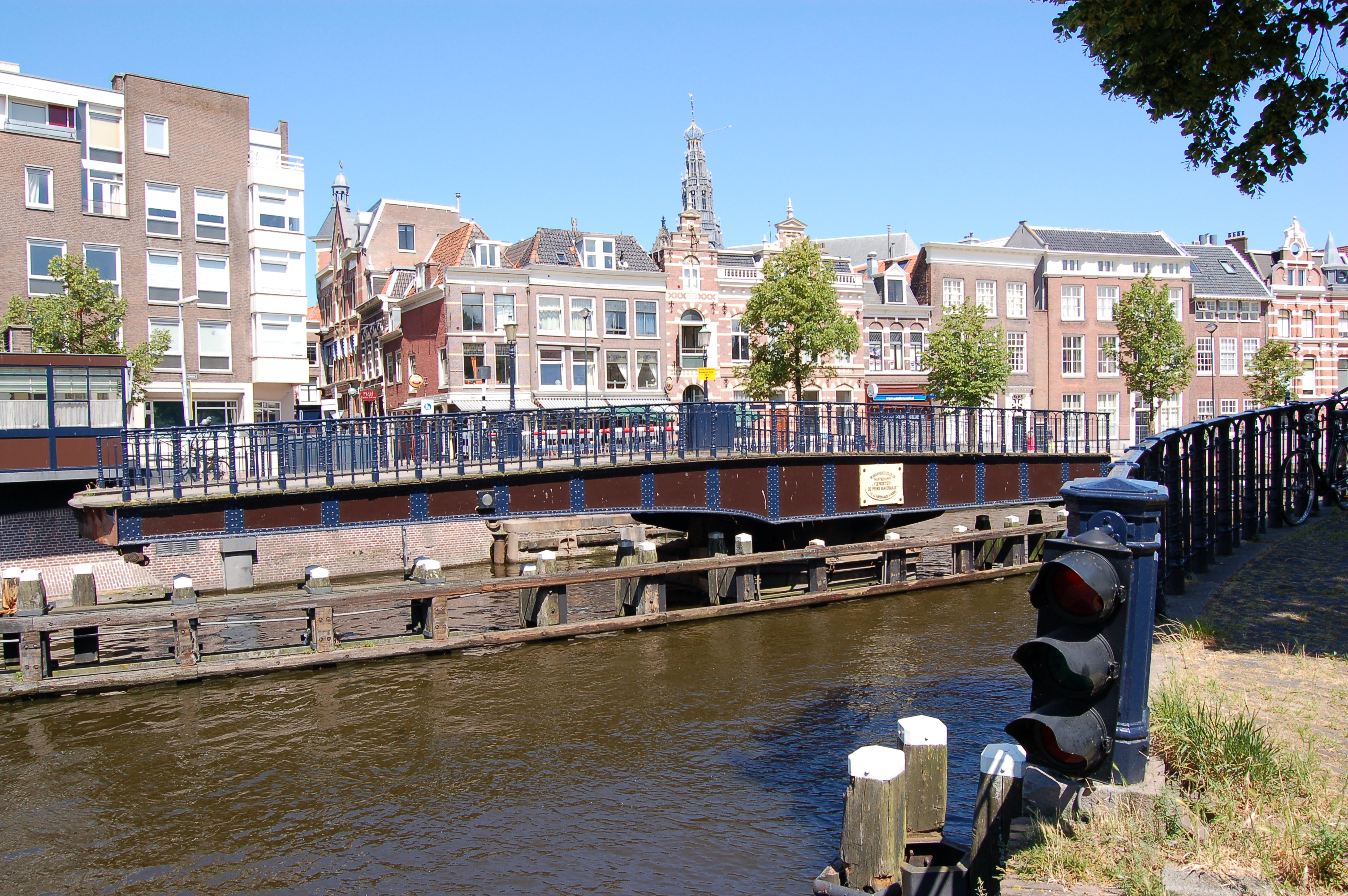
Foto uit 2006
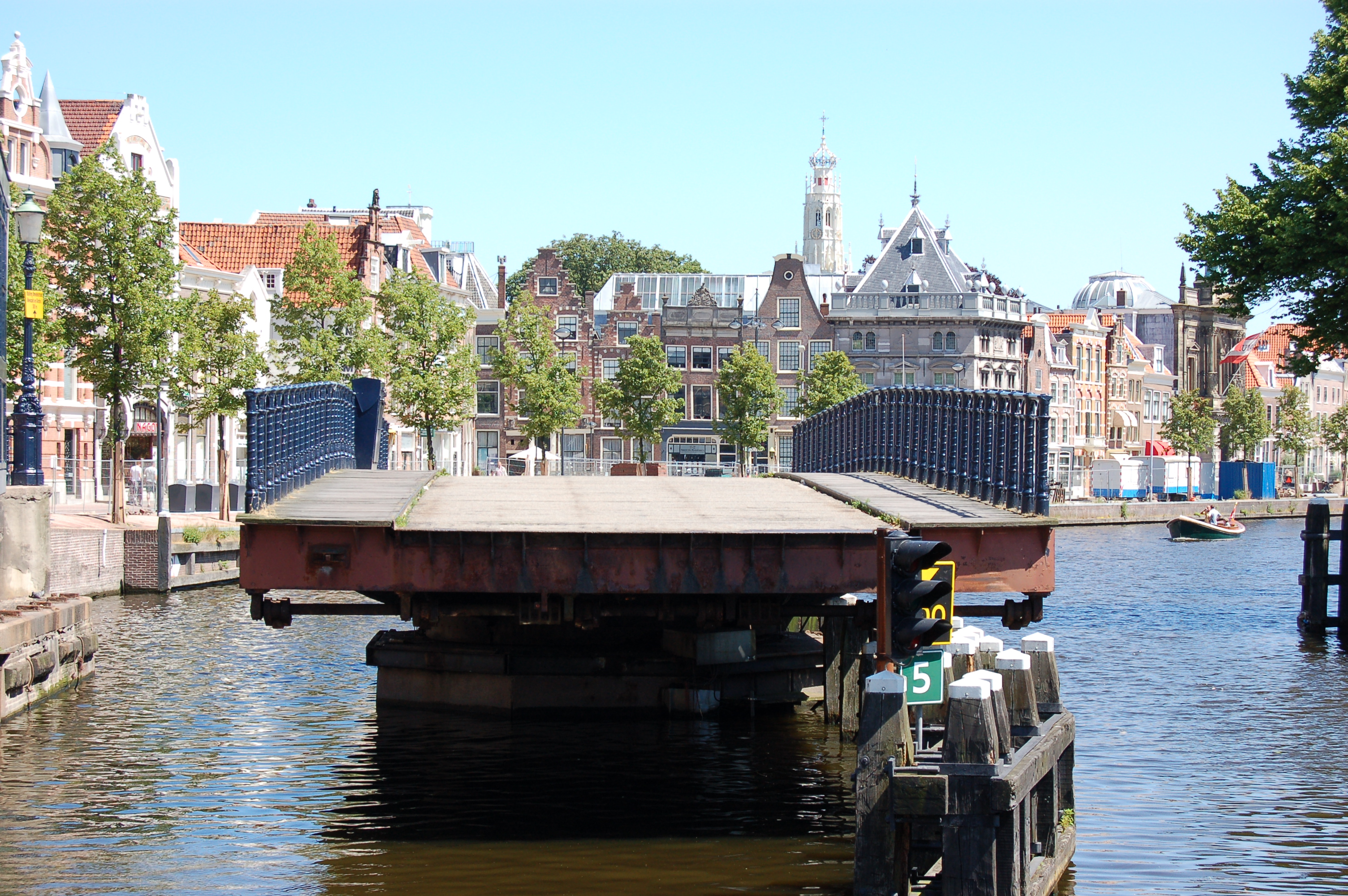
De brug in 2005 opengedraaid voor scheepvaart